# Andrew Greeley
Andrew Greeley (né le 5 février 1928, et mort le 29 mai 2013) est un sociologue, journaliste, professeur, écrivain et prêtre catholique américain.

## Biographie
Né à Oak Park, dans l'Illinois, Andrew Greeley est issu d'une famille d'origine irlandaise. Il est le fils d'Andrew et Grace Greeley. Il étudia au séminaire Quigley et Sainte-Marie-sur-le-Lac de Chicago et reçut une licence en théologie en 1954 lorsqu'il fut ordonné prêtre.
De 1954 à 1964, il servit comme vicaire à la paroisse du Christ-Roi de Chicago, alors qu'il étudiait la sociologie à l'université de Chicago. Il reçut une maîtrise en 1961 et un doctorat en 1962. Sa dissertation doctorale portait sur l'influence de la religion dans le choix de carrière des étudiants.
Ses œuvres de fiction ont connu un succès commercial, dont particulièrement The Cardinal Sins (1981) et la trilogie de Pessah, pour lesquelles les revenus ont été distribués aux services caritatifs. Son protagoniste habituel est le père Blackie Ryan, qui joue un rôle d'enquêteur à l'image du père Brown dans les livres de G. K. Chesterton.
Greeley s'intéresse à la science-fiction et a écrit des titres mêlant mondes fantastiques et théologie chrétienne. Il ajoute souvent des parties romantiques et des éléments qui caractérisent la culture irlandaise.
Il a aussi écrit des essais historiques sur les conclaves ayant élu Jean-Paul II et Benoît XVI et sur les difficultés récentes liées à la discipline ecclésiastique. En tant que journaliste, il a collaboré au Chicago Sun-Times, au New York Times, au National Catholic Reporter, à America et à Commonweal.
Il enseigne la sociologie aux universités de l'Arizona et de Chicago, où il travaille au National Opinion Research Center. Il a reçu des doctorats honorifiques au collège Bard et à l'université nationale de l'Irlande de Galway.

## Ouvrages publiés

### Essais
- The Social Effects of Catholic Education (1961)
- The Education of Catholic Americans (1966)
- The Catholic Experience: An Interpretation of the History of American Catholicism (1967)
- From Backwater to Mainstream: A Profile of Catholic Higher Education (1969)
- Religious Change in America (1989)
- Myths of Religion: An inspiring investigation into the nature of God and a jorney to the boundaries of faith (1989)  (ISBN 0-446-38818-1)
- The Catholic Myth: The Behavior and Beliefs of American Catholics (1990)
- The Catholic Imagination (2000)  (ISBN 0-520-23204-6)
- The Great Mysteries: Experiencing Catholic Faith from the inside Out (2003)
- The Catholic Revolution: New Wine, Old Wineskins, and the Second Vatican Council (2004)  (ISBN 0-520-24481-8)
- Religion and Career: A Study of College Graduates  (1963)
- The Education of Catholic Americans, with Peter H. Rossi (1966)
- The Hesitant Pilgrim: American Catholicism After the Council (1966)
- The Catholic Experience: A Sociologist's Interpretation of the History of American Catholicism (1967)
- The Changing Catholic College (1967)
- Uncertain Trumpet: The Priest in Modern America (1968)
- The Crucible of Change: The Social Dynamics of Pastoral Practice (1968)
- What Do We Believe? The Stance of Religion in America  (1968)
- The Student in Higher Education (1968)
- From Backwater to Mainstream: A Profile of Catholic Higher Education (1969)
- Religion in the Year 2000 (1969)
- A Future to Hope in: Socio-religious Speculations (1969)
- Life for a Wanderer (1969)
- Recent Alumni and Higher Education: A Survey of College Graduates (1970)
- Can Catholic Schools Survive? (1970)
- Why Can't They Be Like Us?  (1971)
- The Denominational Society  (1972)
- Unsecular Man (1972)
- Priests in the U.S.: Reflections on a Survey (1972)
- That Most Distressful Nation: The Taming of the American Irish (1972)
- The Catholic Priest in the U.S.: Sociological Investigations (1972)
- American Priests. Chicago: National Opinion Research Center (1971)
- Ethnicity in the U.S.: A Preliminary Reconnaissance  (1974)
- Building Coalitions (1974)
- The Sociology of the Paranormal (1975)
- Ethnicity, Denomination and Inequality (1976)
- The American Catholic: A Social Portrait (1977)
- No Bigger Than Necessary (1977)
- Neighborhood. New York (1977)
- Crisis in the Church: A Study of Religion in America (1979)
- Ethnic Drinking Subcultures  (1980)
- The Religious Imagination (1981)
- The Young Catholic Family (1980)
- Young Catholics in the United States and Canada (1981)
- The Irish Americans: The Rise to Money and Power (1981)
- Catholic High Schools and Minority Students (1982)
- Parish, Priest and People (1981)
- The Bottom Line Catechism (1982)
- Religion: A Secular Theory (1982)
- The Catholic Why? Book (1983)
- The Dilemma of American Immigration: Beyond the Golden Door  (1983)
- Angry Catholic Women (1984)
- How to Save the Catholic Church (1984)
- American Catholics Since the Council (1985)
- Confessions of a Parish Priest (1986)
- Catholic Contributions: Sociology & Policy (1987)
- An Andrew Greeley Reader: Volume One (1987)
- The Irish Americans: The Rise to Money and Power (1988)
- When Life Hurts: Healing Themes from the Gospels (1988)
- God in Popular Culture (1988)
- Sexual Intimacy: Love and Play (1988)
- Myths of Religion (1988)
- Religious Change in America (1989)
- The Catholic Myth. New York (1990)
- The Bible and Us (1990)
- Faithful Attraction: Discovering Intimacy, Love, and Fidelity in American Marriage (1991)
- Sex: The Catholic Experience (1995)
- Religion as Poetry (1995)
- Sociology and Religion: A Collection of Readings (1995)
- Common Ground (1996)
- Forging a Common Future (1997)
- I Hope You’re Listening God (1997)
- Furthermore! (1999)
- The Mysteries of Grace
- Book of Love  (2002)
- The Great Mysteries: Experiencing Catholic Faith from the Inside Out (2003)
- Catholic Revolution: New Wine (2004)
- Priests: A Calling in Crisis (2004)
- The Making Of The Pope  (2005)
- The Truth about Conservative Christians: What They Think and What They Believe (2006)
- Jesus: A Meditation on His Stories and His Relationships with Women  (2007)

### Fiction
- The Magic Cup (1975)
- Death in April (1980)
- The Cardinal Sins (1981)
- Thy Brother's Wife (1982)
- Ascent Into Hell (1983)
- Lord of the Dance (1984)
- Virgin and Martyr (1985)
- Angels of September (1985)
- Happy are the Meek (1985)
- God Game (1986)
- Happy are the Clean of Heart (1986)
- Patience of a Saint (1987)
- The Final Planet (1987)
- Happy Are Those Who Thirst for Justice (1987)
- Rite of Spring (1987)
- Angel Fire (1988)
- Love Song (1989)
- St. Valentine's Night (1989)
- Andrew Greeley's Chicago (1989)
- All About Women (1989)
- The Cardinal Virtues (1990)
- The Irish (1990)
- The Search for Maggie Ward (1991)
- An Occasion of Sin (1991)
- Happy Are the Merciful (1992)
- Wages of Sin (1992)
- Happy Are the Peace Makers (1993)
- Fall From Grace (1993)
- Irish Gold (1994)
- Happy Are the Poor in Spirit (1994)
- Angel Light (1995)
- Happy Are Those Who Mourn (1995)
- White Smoke (1996)
- Happy Are The Oppressed (1996)
- Irish Lace (1996)
- Summer at the Lake (1997)
- Star Bright! (1997)
- The Bishop at Sea (1997)
- Irish Whiskey (1998)
- Contract With an Angel  (1998)
- A Midwinter’s Tale (1998)
- The Bishop and the Three Kings (1998)
- FURTHERMORE! Memories of a Parish Priest (1999)
- Irish Mist (1999)
- Irish Eyes (2000)
- The Bishop and the Missing L-Train (2000)
- A Christmas Wedding (2000)
- The Bishop and the Beggar Girl of St. Germain (2001)
- September Song (2001)
- Irish Stew!  (2002)
- The Bishop in the West Wing (2002)
- Second Spring (2003)
- The Bishop Goes to the University  (2003)
- The Priestly Sins (2004)
- Emerald Magic: Great Tales of Irish Fantasy (2004)
- Golden Years (2005)
- Irish CreamIrish Cream (2005)
- The Senator and the Priest (2006)
- Irish Crystal (2006)
- Irish Linen (2007)